# Amauronematus mcluckiei
Amauronematus mcluckiei är en stekelart som beskrevs av Benson 1935. Amauronematus mcluckiei ingår i släktet Amauronematus, och familjen bladsteklar. Arten är reproducerande i Sverige.